# Alberto Terrazas Cuilty
Alberto Terrazas Cuilty (Chihuahua, Chihuahua, 1 de agosto de 1869 - El Paso, Texas, 14 de agosto de 1926). Fue un empresario y político que participó en la Revolución mexicana, hijo de Luis Terrazas, se dedicó al comercio, industria, la banca y la ganadería.
Fue nombrado gobernador de Chihuahua el mes de diciembre de 1910, y se dedicó a organizar las fuerzas de la Guardia Nacional, renunciando a finales de 1911. Regresó a sus negocios, pero durante el régimen huertista combatió a los villistas en la ciudad de Chihuahua y en la Batalla de Ojinaga. Estuvo al frente del Regimiento Melchor Ocampo. Antes del triunfo constitucionalista marchó a vivir a Estados Unidos en 1920. En 1926 se instaló en El Paso, Texas. Murió en 1926. 